# 集韻
『集韻』（しゅういん）は、宋代に作られた韻書の一つ。景祐6年（1039年）丁度らによって作られた勅撰の韻書である。平声4巻・上声2巻・去声2巻・入声2巻の全10巻。
『広韻』の206韻を踏襲しているが、順序や韻字に一部違いがみられる。諸橋轍次の『大漢和辞典』の主な反切は集韻によっている。

## 成立
『集韻』の引例によれば『広韻』はすでに成立から30年近く経ち、内容が古く、字体も不適切なものが多かったため、これを修正、補充する目的で編纂が命じられた。『集韻』と同時に簡略化された『礼部韻略』も編纂され、景祐4年（1037年）、先に完成した。

## 概要
引例によれば『集韻』は『広韻』よりも27331字多い53525字を収めているとあるが、これは多くの異体字を収めたことによるところが大きい。また、一つの字が複数の韻に属する場合に分けて数えており、異なり字数は32381字である。
『集韻』には古体、或体、俗体などに限らず、典拠があるものすべてが収められ、ある種の異体字字典としての価値を持っている。
解釈は『説文解字』にあるものを優先して載せる。
『広韻』と『集韻』は、共に206韻に分けるが『広韻』が『切韻』の改訂版として作られたのに対し『集韻』は反切用字が『広韻』と29%しか一致せず、訓釈や小韻の並び順も異なっているため、通常は切韻系韻書には含めない。

## テキスト
『集韻』はあまり利用されず、宋代で早くも稀覯本となっていた。南宋の刊本が3種類現存しており、出版された場所によってそれぞれ金州本、潭州本、明州本と呼ばれる。とと明には刊行されていない。『広韻』を再発見した顧炎武も『集韻』は見ることができなかった。のちに明州本の毛扆による抄本を元にした曹寅の楝亭五種本が刊行され、清朝の学者はこれを利用した。

## 類篇との関係
『集韻』の配列を部首順に改めて作られた字書が『類篇』である。『類篇』は治平4年（1067年）に完成した。45巻からなり、31319字を『説文解字』の部首にしたがって配列している。同じ部首の文字の配列はおおむね『集韻』の出現順になっている。
『集韻』以前の切韻系韻書と『玉篇』を併せて「篇韻」というが、『集韻』は『類篇』とあわせて「篇韻」という。